# Перабу
Перабу́ (фр. Peyrabout) — коммуна во Франции, находится в регионе Лимузен. Департамент коммуны — Крёз. Входит в состав кантона Аэн. Округ коммуны — Гере.
Код INSEE коммуны — 23150.

## Население
Население коммуны на 2010 год составляло 139 человек.
| 1962 | 1968 | 1975 | 1982 | 1990 | 1999 | 2010 |
| ---- | ---- | ---- | ---- | ---- | ---- | ---- |
| 139  | 111  | 114  | 171  | 162  | 160  | 139  |

## Экономика
В 2010 году среди 94 человек трудоспособного возраста (15—64 лет) 63 были экономически активными, 31 — неактивными (показатель активности — 67,0 %, в 1999 году было 72,7 %). Из 63 активных жителей работали 57 человек (32 мужчины и 25 женщин), безработных было 6 (3 мужчин и 3 женщины). Среди 31 неактивных 7 человек были учениками или студентами, 18 — пенсионерами, 6 были неактивными по другим причинам.